# Carach Angren
Carach Angren ist eine Symphonic-Black-Metal-Band aus den Niederlanden, die von zwei ehemaligen Mitgliedern der Band Vaultage gegründet wurde. Ihre Musik ist stark von orchestralen Arrangements geprägt. Alle ihre Studioalben sind Konzeptalben, und auch die Demo The Chase Vault Tragedy, sowie die EP Ethereal Existence Veiled sind in dieser Machart. Die Songtexte basieren dabei auf Geistergeschichten, wie zum Beispiel Der Fliegende Holländer.
Der Name Carach Angren bedeutet so viel wie „eiserner Schlund“ in der Sprache Sindarin und bezeichnet den Weg ins nordwestliche Mordor in J. R. R. Tolkiens Der Herr Der Ringe.

## Geschichte
Carach Angren wurde 2003 in Landgraaf als Nebenprojekt von zwei Mitgliedern der Band Vaultage, aufgrund der gemeinsamen Neigung zu Legenden und Black Metal, gegründet. Da das Projekt gut lief, wurde die Arbeit für Vaultage zurückgefahren.
Das erste Demo The Chase Vault Tragedy wurde 2004 aufgenommen. 2005 folgte die EP Ethereal Existence Veiled, woraufhin die Band 2007 von Maddening Media unter Vertrag genommen wurde. Daraufhin nahm Carach Angren das erste Album Lammendam auf und veröffentlichte dieses 2008.
2010 folgte das Album Death Came Through a Phantomship und die „A Declaration of Hate“ Europa-Tour als Vorband der Extreme-Metal-Bands Dark Funeral, Zonaria und Nefarium.
Am 18. Mai 2012 wurde ihr neues Album Where the Corpses Sink Forever über das Label Season of Mist veröffentlicht. Im September folgte eine Europatournee mit Vreid und Mistur, wobei Carach Angren als Ersatz für die Viking-Metal-Band Einherjer auftrat. Im Mai 2013 folgt eine weitere Europa-Tour namens „The Great Mass Over Europe Tour 2013“, mit Septic Flesh, Fleshgod Apocalypse und Descending, außerdem wurde Carach Angren unter anderem für das Summer Breeze Festival bestätigt.
Am 6. Februar 2013 wurde ein Video zum Lied Funerary Dirge Of A Violinist vom Album Where The Corpses Sink Forever veröffentlicht.
Etwa zwei Jahre später, im Februar 2015, erschien unter dem Titel This is no Fairytale das bisher vierte Album der Band.
2020 verließ Schlagzeuger Ivo „Namtar“ Wijers aus Frustration über das Musik-Geschäft die Band.

## Stil
Carach Angren arbeitet sehr stark mit orchestral ausgearbeiteten Arrangements und wird daher auch häufig mit Dimmu Borgir verglichen. Als Grundlage dafür dient allerdings weitgehend klassischer Black Metal mit vielen Blastbeats und typisch gespielter Gitarre. Die Stimme von Seregor bewegt sich meist auch im für Black Metal typischen Bereich, ist jedoch facettenreich und wird teilweise mit Death Metal typischen Growls vermengt.
Die Musik bekommt durch die Kombination aus orchestralen Elementen und Black Metal eine düstere Atmosphäre und wird aufgrund der Konzepte in den Werken oft mit Filmen in Verbindung gebracht:

„Komponist Ardek scheint eine große Leidenschaft für düstere Musicalthemen und Filmscores zu hegen, denn wenn man die orchestralen Inhalte einmal auf sich wirken lässt, kommen einem hier und da Namen wie Andrew Lloyd Webber, Danny Elfman in Verbindung mit Tim Burton oder John Williams in den Sinn.“

## Diskografie

### Demos
- 2004: The Chase Vault Tragedy (CDR; Eigenvertrieb)

### EPs
- 2005: Ethereal Veiled Existence (CD; Eigenvertrieb)

### Studioalben
- 2008: Lammendam (CD/2xLP; Maddening Media) LP-Veröffentlichung via Season of Mist, 2013.
- 2010: Death Came Through a Phantom Ship (CD/2xLP; Maddening Media) LP-Veröffentlichung via Season of Mist, 2013.
- 2012: Where the Corpses Sink Forever[8] (CD/LP; Season of Mist)
- 2015: This Is No Fairytale (CD/LP; Season of Mist)
- 2017: Dance and Laugh Amongst the Rotten[9] (CD/2xLP/MC; Season of Mist)
- 2020: Franckensteina strataemontanus (CD/LP; Season of Mist)